# Monoplex keenae
Monoplex keenae is een slakkensoort uit de familie van de Ranellidae. De wetenschappelijke naam van de soort is voor het eerst geldig gepubliceerd in 1970 door Beu.